# بيلي دوغان (نقابي)
بيلي دوغان (بالإنجليزية: Billy Duggan)‏ هو نقابي أسترالي، ولد في 31 يناير 1884، وتوفي في 4 يوليو 1934.